# 1650 en science
| Années de la science : 1647 - 1648 - 1649 - 1650 - 1651 - 1652 - 1653    |
| Décennies de la science : 1620 - 1630 - 1640 - 1650 - 1660 - 1670 - 1680 |

Cet article présente les faits marquants de l'année 1650 en science.

## Événements
- 8 décembre 1649-4 décembre 1650 : éruption sous-marine près de Santorin en mer Égée. Le 27 septembre commence une éruption accompagnée d'un tsunami qui dure trois mois et voie l'apparition du volcan sous-marin Kolumbo[1],[2].

- Après 1650, la « chambre noire » dotée de lentilles de différentes focales, devient transportable[3].
- Giovanni Riccioli confirme que Mizar est une étoile double[4].

## Publications
- Jean-Baptiste Morin de Villefranche : Response de Iean Baptiste Morin à une longue lettre de Monsieur Gassend, prevost en l'église épicopale de Digne, & professeur du roy aux mathématiques. Touchant plusieurs choses belles et curieuses de physique, astronomie, & astrologie, Paris, Macé Boüillette, Jean Le Brun, 1650.
- Annales veteris testamenti, a prima mundi origene deducti (Annales de l ’Ancien Testament, retracées depuis l ’origine du monde). Dans cet ouvrage, le prélat irlandais James Ussher calcule l'âge de la Terre. En reconstituant la généalogie des personnages de la Bible il détermine que la terre a été créée la  nuit précédant le 23 octobre -4004. Ce calcul ne sera pas remis en cause avant la seconde moitié du XIXe siècle.

## Naissances

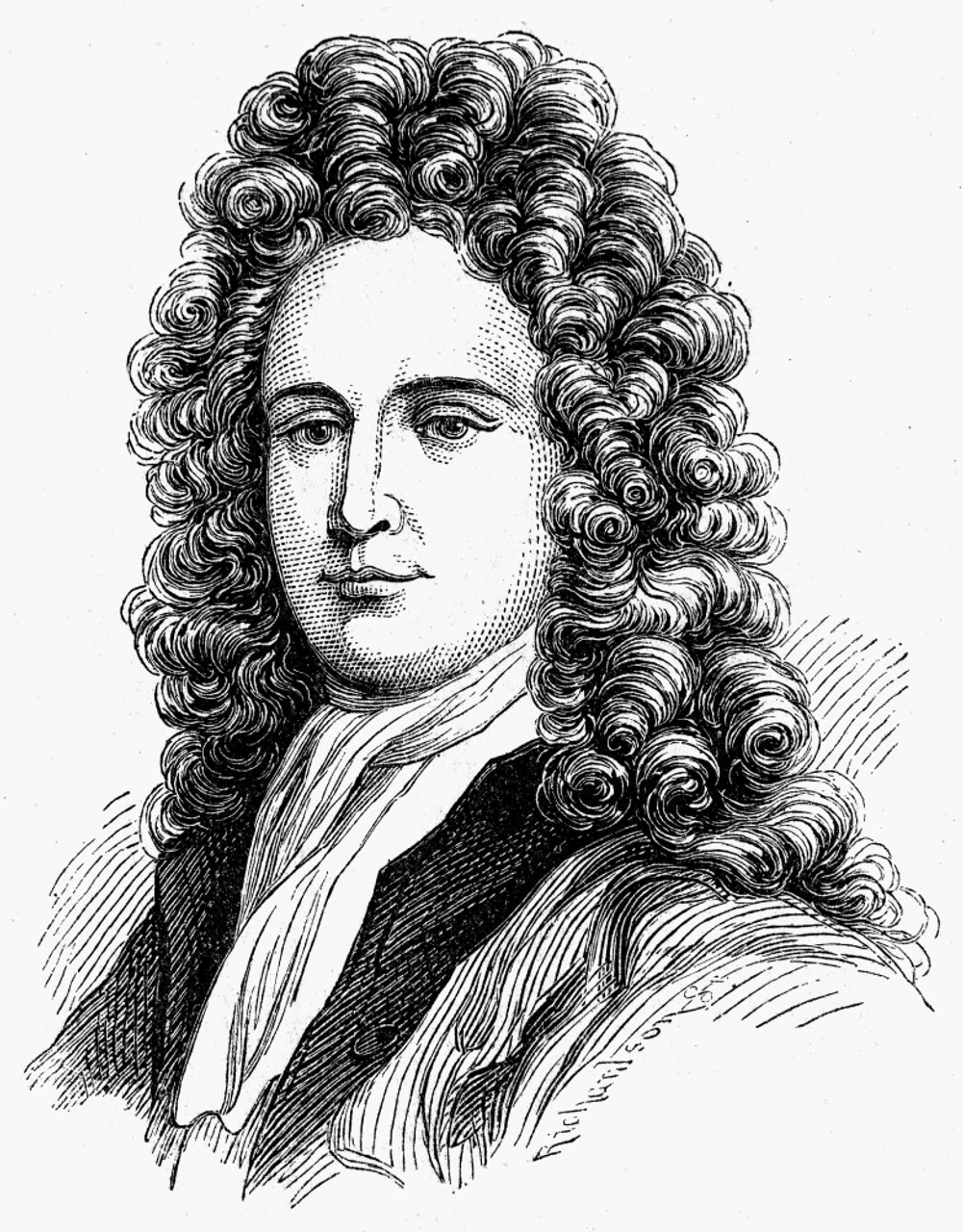
Thomas Savery

- 1er mai : baptême de John Radcliffe (mort en 1714), médecin britannique.
- 16 août : Vincenzo Coronelli (mort en 1718), cartographe et encyclopédiste italien.
- 7 septembre : Nicolas de Malézieu (mort en 1727), homme de lettres, helléniste et mathématicien français.
- 17 octobre : Thomas Gouye (mort en 1725), astronome et linguiste français.
- 17 décembre : Christoph Arnold (mort en 1695), astronome amateur allemand.

- John Banister (mort en 1692), botaniste, entomologiste et conchyliologiste britannique.
- Michelangelo Fardella (mort en 1718), religieux franciscain sicilien, professeur d'astronomie et de philosophie.
- Jean Le Fèvre (mort en 1706), astronome français.
- Vers 1650
  - Laurent Pothenot (mort en 1732), mathématicien français.
  - Thomas Savery (mort en 1715), inventeur anglais de la machine à vapeur.

## Décès

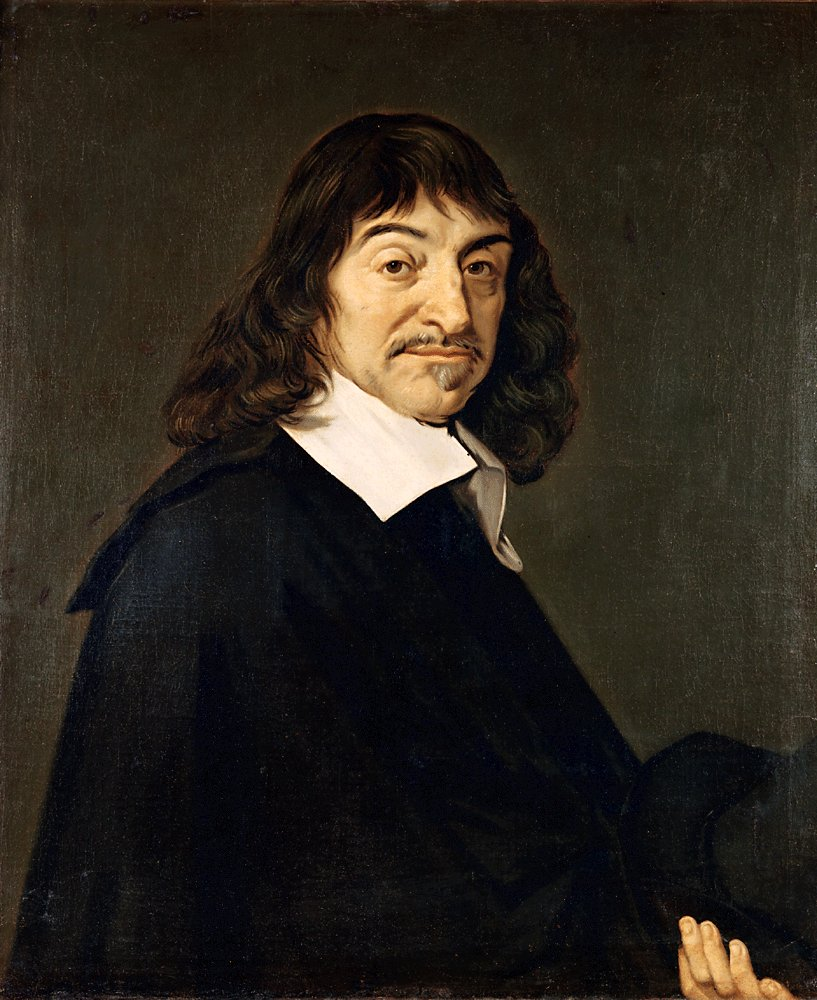
René Descartes, d'après Frans Hals

- 11 février : René Descartes (né en 1596), mathématicien et philosophe français.
- 9 mars : Sturmius (né en 1559), professeur de mathématiques, médecin et poète belge.
- 18 juillet : Christoph Scheiner (né en 1575), prêtre jésuite, astronome et mathématicien allemand.
- 30 juin : Niccolo Cabeo (né en 1586), philosophe, théologien, ingénieur, physicien et mathématicien italien.
- 26 août : Giovanni Battista Zupi (né en 1589), jésuite, astronome et mathématicien italien.
- Vers 1650 : Noël Duret (né en 1590), mathématicien et astronome français, cosmographe du roi Louis XIII et du cardinal de Richelieu.